# Tornosinus niger
Tornosinus niger är en fjärilsart som beskrevs av George Thomas Bethune-Baker 1906. Tornosinus niger ingår i släktet Tornosinus och familjen nattflyn. Inga underarter finns listade i Catalogue of Life.